# Dolton (Illinois)
Pour les articles homonymes, voir Dolton.
Dolton est un village situé dans la proche banlieue sud de Chicago, au nord-est de l'État de l'Illinois, dans le comté de Cook, aux États-Unis. Selon le recensement de 2020, sa population s'élève à 21 426 habitants. Dolton est bordée par Chicago au nord, Riverdale et Harvey à l'ouest, South Holland au sud, et Calumet City à l'est. La commune est située juste à l'ouest de l'autoroute Interstate 94.
Dolton est notamment connue pour être le lieu d'enfance de Robert Francis Prevost, devenu le 267e pape de l'Église catholique romaine sous le nom de Léon XIV en 2025, premier Américain à occuper cette charge.

## Géographie
Dolton s'étend sur une superficie totale de 12,14 km2, dont 11,84 km2 de terres et 0,30 km2 d'eau, soit 2,50 % de sa superficie. Le village est situé à une altitude moyenne de 184 mètres.

## Histoire
Un bureau de poste est en activité à Dolton depuis 1854. Le village tire son nom d'une famille de pionniers installée dans la région. Dolton et le village voisin de Riverdale formaient autrefois une seule communauté avant de se constituer séparément en municipalités en 1892. La croissance de Dolton a été marquée par un boom démographique après la Seconde Guerre mondiale, les familles quittant Chicago pour s'installer dans cette banlieue sud en plein essor.
En 2023, des allégations de mauvaise gestion financière et de harcèlement politique ont éclaté, impliquant la maire de l'époque, Tiffany Henyard. Une enquête du FBI a été ouverte en février 2024 pour examiner ces accusations.

## Démographie
Selon le recensement de 2020, Dolton compte 21 426 habitants, pour une densité de population de 1 809,94 hab/km2. Il y a 7 985 ménages et 5 361 familles dans le village. La répartition raciale est la suivante :
- 90,69 % d'Afro-Américains ;
- 3,25 % de Blancs ;
- 0,17 % d'Amérindiens ;
- 0,21 % d'Asiatiques ;
- 0,01 % d'Océaniens ;
- 2,62 % d'autres races ;
- 3,04 % de personnes multiraciales.

Les Hispaniques ou Latinos (de toute race) représentent 4,37 % de la population.
Sur le plan socio-économique, le revenu médian par ménage est de 50 237 dollars, et le revenu médian par famille est de 57 634 dollars. Environ 22,1 % de la population vit sous le seuil de pauvreté, dont 42,8 % des moins de 18 ans et 13,2 % des plus de 65 ans.

## Administration
Dolton est dirigée par un système de gouvernement de type maire-conseil. Le maire actuel est Jason House, en poste depuis 2025, succédant à Tiffany Henyard. Le village fait partie du district de la bibliothèque publique de Dolton et du district métropolitain de récupération des eaux.

## Culture et patrimoine

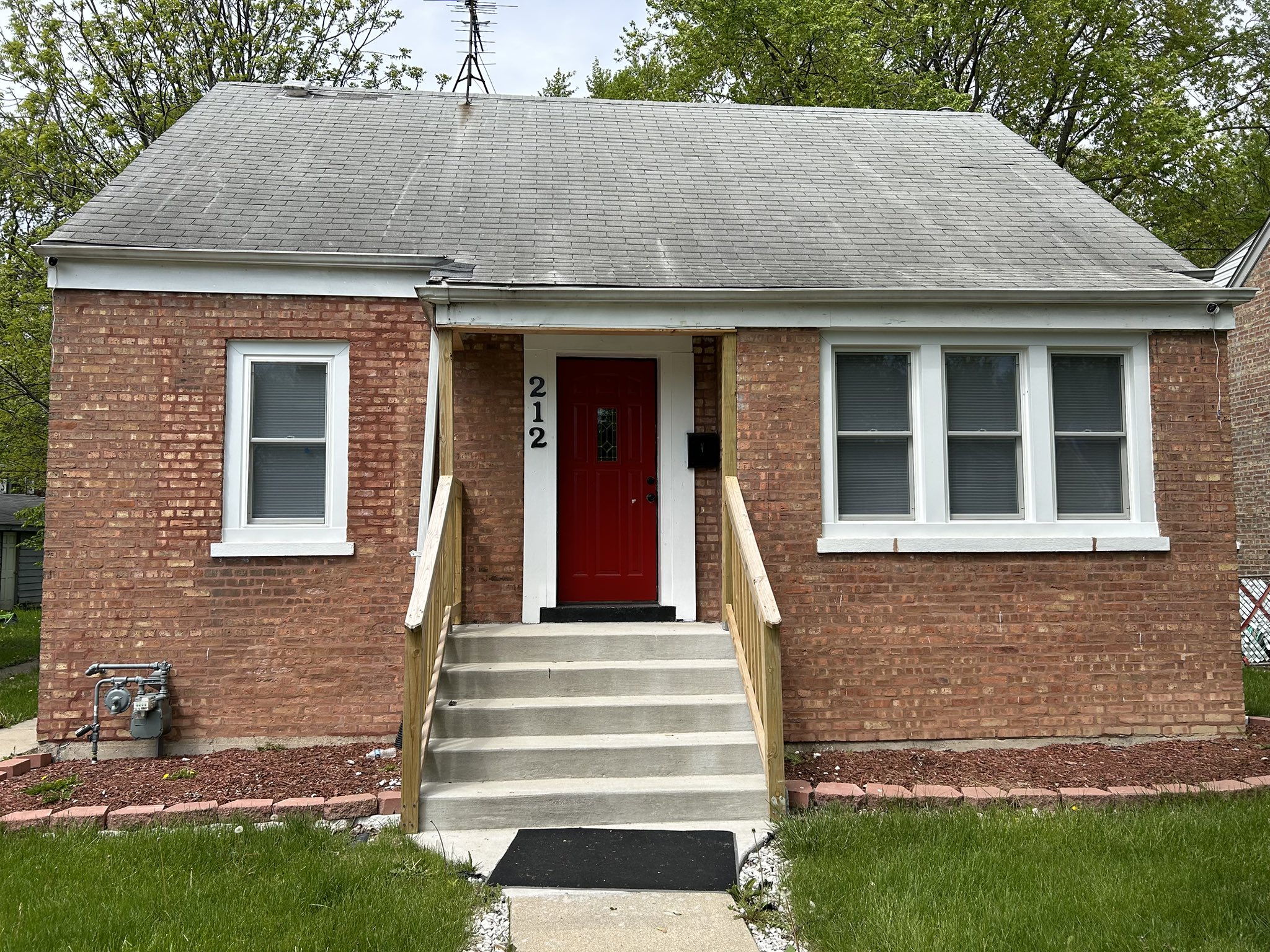
La maison d'enfance de Robert Francis Prevost, devenu le pape Léon XIV, à Dolton, Illinois.

La bibliothèque publique de Dolton a ouvert ses portes en 1954. Initialement située dans la mairie, elle contenait 5 000 livres et magazines avant de déménager dans un nouveau bâtiment en 1967, où sa collection s'est élargie à 35 000 ouvrages.
Dolton dispose de plus de 48 hectares d'espaces récréatifs, avec 11 parcs et un centre de loisirs comprenant un gymnase et une salle de fitness.

## Éducation
Le village fait partie du district du South Suburban College, qui dessert les banlieues sud de Chicago.

## Transports
Dolton est desservie par plusieurs lignes de bus de la compagnie Pace, qui relient le village à d'autres destinations de la région sud de Chicago. Une future ligne de train Metra, la SouthEast Service, prévoit une gare à Dolton.

## Personnalités liées à la commune
- Robert Francis Prevost, 267e pape de l'Église catholique romaine (Léon XIV), né à Chicago et ayant grandi à Dolton.
- William Shaw, ancien maire de Dolton (1997-2008) et législateur de l'État de l'Illinois.
- Richard Roeper, critique de cinéma, a grandi à Dolton.
- Jane Lynch, actrice et animatrice, a des liens avec Dolton.
- Nelsan Ellis, acteur connu pour son rôle dans True Blood, est originaire de Dolton.